# Разіна Тетяна Євгенівна
Тетя́на Євге́нівна Ра́зіна (16 серпня 1908, м. Немирів, Вінницька область — 23 вересня 1992) — білоруська художниця.

## Біографія
У 1935 році закінчила Одеський художній інститут. З 1936 року працювала на кіностудіях «Мостехфільм» і художній фільм у м. Одеса. З 1941 року в Брестському обласному драматичному театрі.
Член Білоруської спілки художників з 1946 року.

## Творчість
Працювала в галузі сценографії, а також у станковому живописі. Найбільш значущі праці — ескізи декорацій до вистав «Три апельсини» К. Ґоцці (1946), «Дні нашого народження» І. Мележа (1958), «Брестська фортеця» К. Губаревича (1959), опер «Борис Годунов» М. Мусоргський (1948), «Машека» Р. Пукста (1957), «Степан Разін» О. Касьянава (1971). Кращим сценографічним творам притаманна романтична символіка, прагнення виявити атмосферу часу і дії лаконічною деталлю. Автор станкових творів: пейзажі «Озеро Несвіж» (1954) «У саду» (1960); натюрморти: «Осінній натюрморт» (1956), «Квіти в кошику» (1960) «Квіти у вазі» (1962), «Сашині іграшки» (1966) та ін.